# Gruppo 680
La série de locomotives italiennes Gruppo 680 des Ferrovie dello Stato numéros 1 à 115 sont des locomotives à vapeur de disposition Prairie mises en service de 1907 à 1907. Elles donneront naissance, à partir de 1911, aux locomotives Gruppo 685 à simple expansion. Durant l'entre-deux-guerres, la plupart des locomotives Gr. 680 sera transformée en Gr. 685

## Genèse
Créés en 1905, les Ferrovie dello Stato (FS), avaient un grand besoin de locomotives capables de remorquer des trains de voyageurs rapides de fort tonnage. Ne disposant que de locomotives héritées des anciennes compagnies, dont beaucoup de locomotives à deux essieux moteurs, ils étudièrent plusieurs modèles de locomotives unifiées.
La particularité de ces locomotives, ainsi que des locomotives Gr. 630 et 640, est qu'elles ne possédaient pas de bogie avant, malgré les vitesses importantes auxquelles elles étaient prévues pour circuler. Afin d'économiser du poids et d'augmenter la masse adhérente, elles étaient pourvues d'un bogie-bissel Zara. Ce bogie-bissel, où l'essieu porteur savant est solidaire du premier essieu moteur, améliore fortement l'inscription en courbe et la stabilité par rapport à un bissel classique et permet de se passer d'un bogie traditionnel, plus lourd et plus encombrant.
Une autre particularité, partagée notamment avec les Gr. 600 (it) et les 032 à cabine en avant Gr. 670, réside dans sa disposition Compound « Plancher (en)» due à l'ingénieur italien Enrico Plancher, où les cylindres haute pression (HP) sont disposés du même côté et ceux à basse pression (BP) de l'autre avec un tiroir de distribution commun à chaque groupe de cylindres.
Les 151 exemplaires, construits de 1907 à 1911, furent rapidement engagés dans toute l'Italie en tête de trains rapides.

## Service
Jouissant d'un quasi-monopole pour la traction des trains de voyageurs rapides et lourds, elles eurent rapidement à subir la concurrence des Gr. 685, plus simples. L'arrivée des locomotives, Pacific, Gr. 690 puis 691, l'augmentation du poids des trains et l'électrification d'une partie du réseau durant l'entre-deux-guerres entraîna leur relégation sur des services moins prestigieux et motiva la transformation d'une grande partie de la série.
Après la transformation de 120 exemplaires en Gr. 685.300, 685.500 et S.685, entre 1925 et 1933 il ne restait que 31 machines non transformées (quatre Gr. 680, douze Gr. 681 et quinze Gr. 682). Ces locomotives ne furent utilisées que sporadiquement. Durant la seconde guerre mondiale, elles durent être réactivées et seront radiées au plus tard en 1955.
Les machines transformées en 685 auront une carrière plus longue, jusqu'à la fin des années 1960. Dans le contexte difficile de la fin de la vapeur, le système de distribution Caprotti et la masse plus importante provoquera toutefois leur extinction avant celle des "véritables" Gr. 685 en 1975.

## Transformations
La mise en service des Gruppo 685, moins complexes et plus puissantes, motiva plusieurs transformations des locomotives Gruppo 680.
- Les 680.150 et 151, livrées en 1911, ont été dotées dès leur construction d'un surchauffeur. Leurs performances furent décevantes, y compris par rapport aux 680 non transformées. La taille des cylindres, qui n'avait pas été augmentée, contribuait à ce manque de puissance[1] ;

- Entre 1918 et 1924, 73 exemplaires furent dotés d'un surchauffeur. Mieux conçues, d'abord numérotées 680.200 elles furent classées dans le Gruppo 681 ;

- 15 locomotives, dont deux 681, furent également dotées d'un surchauffeur tandis que de nouveaux cylindres basse pression (BP) étaient installés. d'abord numérotées 680.400 elles furent classées dans le Gruppo 682.

Finalement, même les locomotives Gr. 682, après des essais comparés avec les Gr. 685, s'avéraient moins performantes. En conséquence, il fut décidé d'arrêter ces transformations et de convertir les locomotives Gr. 680, 681 et 682 en Gr. 685.
- Cette transformation, plus poussée, consistait à installer un surchauffeur, lorsqu'elles n'en étaient pas déjà pourvues, et à remplacer les cylindres compound par quatre cylindres à simple expansion ;

- Les 30 premières, transformées de la sorte, se distinguaient des Gr. 685 par leur timbre de chaudière plus élevé (16 kg/cm² au lieu de 12) ce qui augmentait leur puissance ; elles étaient numérotées dans la série 685.300

- Les 40 suivantes furent dotées de la distribution à soupapes Caprotti au lieu de la distribution Walschaert ; ce nouveau système, qui avait déjà été employé sur les 30 dernières Gr. 685, augmentait le rendement tout en diminuant la consommation de charbon.

- Les 50 dernières, également dotées de la distribution Caprotti, furent modifiées pour augmenter leur poids adhérent (bissels modifiées) et dotées d'un surchauffeur Knorr. Les machines ainsi transformées ont vu leur puissance passer de 1 250 à 1 350 ch ce qui leur valut d'être renommées S.685. Elles pouvaient sans problèmes égaler les pacific Gr. 690 et 691.

Après la transformation de 120 exemplaires en Gr. 685 et S.685, entre 1925 et 1933 il ne restait que 31 machines non transformées (quatre Gr. 680, douze Gr. 681 et quinze Gr. 682), elles ne seront plus utilisées qu'occasionnellement.

## Préservation
Deux exemplaires ont été conservés :
- la 680.037 est exposée au Musée national ferroviaire de Pietrarsa, près de Naples
- la S.685.600 est exposée au Musée Leonardo da Vinci de Milan. Elle est équipée du système de distribution Caprotti. Cette locomotive est la millième locomotive fabriquée par la "Società Italiana Ernesto Breda per Costruzioni Meccaniche" Breda C.F.[4].